# Ifigenia in Aulide (Hauptmann)
Ifigenia in Aulide (Iphigenie in Aulis) è una tragedia di Gerhart Hauptmann, pubblicata nel 1944 e rappresentata per la prima volta il 15 novembre 1943 al Burgtheater di Vienna.
Della tragedia, suddivisa in 5 atti, esistono diverse versioni, il raggiungimento di una versione soddisfacente fu infatti lungo e travagliato.
L'opera fa parte di una tetralogia dell'autore, Atriden Tetralogie, che lega diversi autori dell'antichità e il lavoro analogo di Goethe.
Le opere della tetralogia sono scritte a cavallo della seconda guerra mondiale e vanno dal 1939 al 1948, Iphigenie in Delphi del 1941, Agamemnons Tod del 1948 e sempre del 1948 Elektra oltre alla nostra del 1943-1944.